# با فضل
با فضل (الصومالية: با فضل) هي عشيرة بناديرية من أصل عربي مقرها في منطقة شنغاني التاريخية في مقديشو. ومع ذلك، هناك مستوطنات قائمة على الطريق إلى ميركا في قرية "رقم 50" (الصومالية: لامبار كونتون).

## شجرة العشيرة
وفقًا لدكتورة أنيتا آدم، فإن قبيلة با فضل تتكون من 4 عشائر فرعية:
- عبود
- أو علي
- أو مير
- رير أو إيكار

## شخصيات بارزة
الشيخ أحمد محيي الدين، كان أستاذ الشيخ الصوفي وقد حصل منه على إجازته على الطريقة القادرية.